# Língua engadina
A língua engadina é falada no vale do Inn, vale da Engadina, e possui duas variantes dialetais: a alta e a baixa (puter e vallader), enquanto que a variante do Vale Müstair (Munster) é classificada à parte. Muitos linguistas a classificam como um dialeto do romanche. Estas variantes estão mais próximas aos dialetos italianos do outro lado dos passos montanhosos que as ocidentais. A influência da população germanófona tem reduzido notavelmente a proporção de falantes romances, os quais se encontram entre as comunidades menos prósperas. De fato, nos últimos séculos a língua tem perdido terreno em favor do alemão até o ponto de que muitos préstimos têm passado à língua.
Os primeiros textos são do século XVI, especialmente traduções bíblicas e comentários religiosos. A tradição literária começa com três textos em alto engadino: as crônicas de Joan Gian Travers (1527) e as traduções de Jachiam Bifrun de um Catecismo protestante (1557) (o primeiro livro impresso em romanche) e do Novo Testamento. Posteriormente apareceram a tradução ao baixo engadino dos Salmos (1562, por Durich Chiampel) e o Catecismo em subselvano de Daniel Bonifaci (1601).
Travers escreveu um poema de 704 verso intitulado Chanzun da la guerra dalg Chiasté d’Müsch, e alguns dramas de argumento bíblico. Os primeiros versos da “Chanzun” são:
“Dalg tschiel e terra omnipotaint Dieu
dom gratzchia da cumplir lg' perpöest mieu; 
Da te scodünn oera dêss gnir cumanzeda, 
Per havair bun metz et meildra glivreda. 
Avaunt me he eau piglio da quinter
Quanut la guerra nas ho duos ans do da fer; 
A la praisa dalg Chiasté de Clavenna vöelg cumanzer, 
Et sainza dubbi la pura vardaet üser. ”
Tradução:
“Do céu e da terra onipotente Deus, dá-me graças para cumprir meu propósito; por ti toda obra deve ser começada para ter bom meio e bom fim. Diante de mim me foi posto a contar quanto a guerra, faz dois anos, nos deu o que fazer. Com a tomada do castelo de Clavenna quero começar e sem dúvida a pura verdade usar”.
No mapa ao lado, em rosa as regiões 4 e 5 correspondem aos dialetos engadinos.